# Apanteles chatterjeei
Apanteles chatterjeei är en stekelart som beskrevs av Sharma och Sankar Chatterjee 1970. Apanteles chatterjeei ingår i släktet Apanteles och familjen bracksteklar. Inga underarter finns listade i Catalogue of Life.